# Valdevimbre
Valdevimbre is een gemeente in de Spaanse provincie León in de regio Castilië en León met een oppervlakte van 68,01 km². Valdevimbre telt 1.016 inwoners (1 januari 2016).